# Copperstain Ridge
Copperstain Ridge är en bergstopp i Antarktis. Den ligger i Östantarktis. Nya Zeeland gör anspråk på området. Toppen på Copperstain Ridge är 1 821 meter över havet, eller 72 meter över den omgivande terrängen. Bredden vid basen är 1,1 km.
Terrängen runt Copperstain Ridge är huvudsakligen lite bergig. Trakten är obefolkad. Det finns inga samhällen i närheten.